# Oporinia unicolorata
Oporinia unicolorata là một loài bướm đêm trong họ Geometridae.